# Marchenoir
Marchenoir – miejscowość i gmina we Francji, w Regionie Centralnym, w departamencie Loir-et-Cher.
Według danych na rok 1990 gminę zamieszkiwało 627 osób, a gęstość zaludnienia wynosiła 67 osób/km² (wśród 1842 gmin Centre, Marchenoir plasuje się na 587. miejscu pod względem liczby ludności, natomiast pod względem powierzchni na miejscu 1182.).